# 藤本隆史
藤本 隆史（ふじもと たかふみ、1965年〈昭和40年〉3月23日 - ）は、日本の警察官僚。

## 来歴
岡山県岡山市出身。岡山県立岡山朝日高等学校を経て、1987年（昭和62年）3月、東京大学法学部を卒業。同年4月、警察庁に入庁。
広島県警察本部刑事部捜査第二課長、警察庁長官官房総務課課長補佐、警察庁刑事局暴力団対策部暴力団対策第一課課長補佐、大分県警察本部警務部長、警察庁長官官房人事課理事官、警視庁組織犯罪対策部組織犯罪対策総務課長、兵庫県警察本部刑事部長、警察庁長官官房会計課会計企画官、警察庁生活安全局地域課長、香川県警察本部長、警察庁長官官房国家公安委員会会務官、警視庁生活安全部長、警察庁長官官房人事課長、警察庁長官官房首席監察官、警察庁長官官房総括審議官などを歴任。途中、国税庁、総務庁に出向し、国税庁課税部所得税課国税実査官、高松国税局宇和島税務署長、総務庁行政管理局副管理官を務めた。
2020年（令和2年）1月17日、大阪府警察本部長に就任。就任に際した記者会見で藤本は、近年のサイバー犯罪、特殊詐欺が情報通信技術の進展で痕跡が残りにくくなったことを懸念し、「関係するセクター、事業者と連携し、抑止と捜査の対応を進化させる。サイバー人材の育成を一層強化する」と抱負を述べた他、児童虐待やストーカー、ドメスティックバイオレンスについても重点的に取り組む姿勢を示した。
2021年（令和3年）1月15日、警察庁刑事局長に就任。
2022年（令和4年）1月14日、辞職。

## 年譜
- 1987年（昭和62年）
  - 3月 - 東京大学法学部を卒業[1]。
  - 4月 - 警察庁入庁[1]
- 1990年（平成2年）9月 - 神奈川県警察本部刑事部捜査第一課課長代理[1]
- 1991年（平成3年）8月 - 広島県警察本部刑事部捜査第二課長[1]
- 1993年（平成5年）
  - 6月 - 国税庁課税部所得税課国税実査官[1]
  - 7月 - 国税庁高松国税局宇和島税務署長[1]
- 1994年（平成6年）7月 - 警察庁長官官房総務課課長補佐[1]
- 1995年（平成7年）9月 - 警察庁刑事局暴力団対策部暴力団対策第一課課長補佐[1]
- 1998年（平成10年）7月 - 総務庁行政管理局副管理官[1]
- 2000年（平成12年）8月 - 大分県警察本部警務部長[1]
- 2002年（平成14年）7月 - 警察庁長官官房人事課理事官[1]
- 2004年（平成16年）12月 - 警視庁組織犯罪対策部組織犯罪対策総務課長[1]
- 2006年（平成18年）7月 - 兵庫県警察本部刑事部長[1]
- 2007年（平成19年）8月 - 警察庁長官官房会計課会計企画官[1]
- 2009年（平成21年）10月 - 警察庁生活安全局地域課長[1]
- 2011年（平成23年）10月 - 香川県警察本部長[1]
- 2013年（平成25年）2月 - 警察庁長官官房国家公安委員会会務官[1]
- 2014年（平成26年）1月 - 警視庁生活安全部長[1]
- 2015年（平成27年）8月 - 警察庁長官官房人事課長[1]
- 2017年（平成29年）4月 - 警察庁長官官房首席監察官[1]
- 2018年（平成30年）
  - 9月 - 警察庁長官官房総括審議官[1]
  - 9月 - 警察庁長官官房首席監察官（同年11月まで）[1]
- 2020年（令和2年）1月 - 大阪府警察本部長[4]
- 2021年（令和3年）1月 - 警察庁刑事局長[3]
- 2022年（令和4年）1月 - 退職
- 2022年 (令和4年) 5月 - イオン株式会社顧問
- 2022年 (令和4年) 5月 - イオンクレジットサービス株式会社 監査役 、株式会社ダイエー 監査役
- 2023年 (令和5年) 5月 - イオンフィナンシャルサービス株式会社 監査役